# 香港多啦A夢迷網站版權爭議事件
2007年1月20日，香港的多啦A夢粉絲網站dorafans.com接到多啦A夢亞洲區總代理國際影業有限公司（國際影業）的警告信，聲稱該網站圖片侵犯版權、並要求該網站刪除所有有關多啦A夢的圖像。香港三大多啦A夢網站因該信而先後關閉，引起網民嘩然，並引起傳媒關注，在香港廣被視為版權爭議的經典案件。

## 背景
自1990年代起，網際網路開始蓬勃發展，乘著這個趨勢，多啦A夢相關網站也陸續設立。在當時的香港，「多啦A夢」主要被稱為「叮噹」，有三個多啦A夢網站最為香港人熟知：分別為1998年由網民「超級叮噹迷」設立的「超級叮噹資料庫」、2000年由網民「袁啟洋」設立的「袁啟洋的多啦A網」、以及同年由網民「野味大雄」設立的「叮噹小城」。這三個網站也被暱稱為「三大叮噹網站」。截至2007年，「超級叮噹資料庫」累積人次超過二百萬。

## 經過
2007年1月20日，「超級叮噹迷」在網站表示自己收到國際影業的警告信，信中要求刪除網站內所有多啦A夢的圖像，否則會採取法律行動。「超級叮噹迷」收到後警告信後，在「超級叮噹資料庫」網站發表道歉聲明，表示為了尊重版權，將永久關閉網站，並對網站侵犯版權表示歉意。「袁啟洋的多啦A網」與「叮噹小城」主站也同時關閉。
聲明發布後引發網友嘩然。包括《蘋果日報》、《東方日報》、《香港經濟日報》、《文匯報》、《明報》、香港電台等多家新聞都有報導相關事件。香港網友也透過多項管道投訴國際影業並表達不滿，甚至有網友呼籲拒買多啦A夢週邊商品。
2007年1月30日，國際影業發布聲明，表示使用有版權的圖片，必須獲得版權所有者同意。因此公司身為代理商，有義務向「三大叮噹網站」發信警告。

## 事後
2015年，《100毛》針對多啦A夢配音員林保全做相關專題報導，其圖片被國際影業投訴侵犯版權。《蘋果日報》也在該事件報導中提及了當年的多啦A夢迷網站版權爭議事件。

## 延伸閱讀
- 沈達元; 李慧妍; Jansen. . 香港電台. 2007-01-27  [2025-08-13]. （原始内容存档于2007-02-17）.
- 無綫電視，「數碼侵權」，《新聞透視》

## 外部連結
- 香港網絡大典上的相关条目：叮噹網站因版權問題被逼關站事件